# Lichtenau (Bawaria)

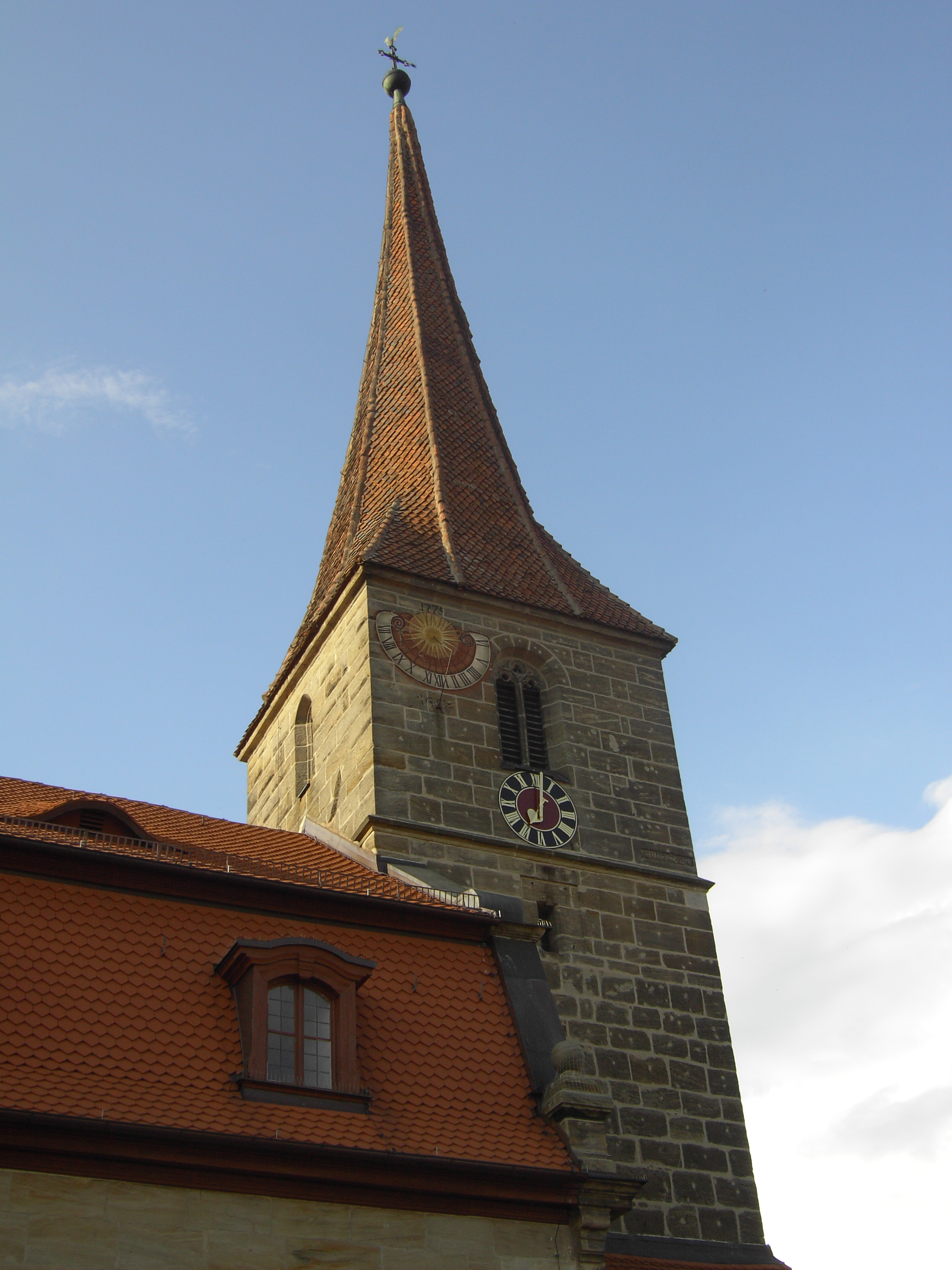
Kościół ewangelicki w dzielnicy Immeldorf

Lichtenau – gmina targowa w Niemczech, w kraju związkowym Bawaria, w rejencji Środkowa Frankonia, w regionie Westmittelfranken, w powiecie Ansbach. Leży około 9 km na południowy wschód od Ansbachu, nad rzeką Fränkische Rezat, przy autostradzie A6.